# NGC 233
NGC 233 је елиптична галаксија у сазвежђу Андромеда која се налази на NGC листи објеката дубоког неба.
Деклинација објекта је + 30° 35' 13" а ректасцензија 0h 43m 36,5s. Привидна величина (магнитуда) објекта NGC 233 износи 12,8 а фотографска магнитуда 13,8. NGC 233 је још познат и под ознакама UGC 464, MCG 5-2-41, CGCG 500-78, PGC 2604.